# Teofil Brzozowski
Teofil Brzozowski (ur. 31 marca 1896 w Koluszkach, zm. 4–7 kwietnia 1940 w Katyniu) – kapitan administracji Wojska Polskiego, ofiara zbrodni katyńskiej.

## Życiorys
Urodził się 31 marca 1896 w Koluszkach, w rodzinie Wojciecha i Marianny z Mrożewiczów. Od 1918 w Wojsku Polskim. W składzie 7 batalionu telegraficznego brał udział w wojnie 1920. Od 1923 służył w 1 pułku łączności w Zegrzu w stopniu porucznika (starszeństwo z dniem 1 czerwca 1923 i 9 lokatą w korpusie oficerów łączności). Później został przeniesiony do Szefostwa Inżynierii Okręgu Korpusu Nr VIII w Toruniu. We wrześniu 1933 został przeniesiony do Dowództwa Okręgu Korpusu Nr VIII w Toruniu. W 1938 był już przeniesiony do korpusu oficerów administracji, grupa administracyjna. Na stopień kapitana został awansowany ze starszeństwem z dniem 19 marca 1939 i 62. lokatą w korpusie oficerów administracji, grupa administracyjna. W tym czasie pełnił służbę w Kadrze 3 batalionu telegraficznego w Grodnie na stanowisku oficera mobilizacyjnego.
W czasie kampanii wrześniowej 1939, po agresji ZSRR na Polskę, wzięty do niewoli radzieckiej w okolicach Stanisławowa. W grudniu 1939 figurował na listach jeńców osadzonych w Kozielsku. Między 3 a 5 kwietnia 1940 został przekazany do dyspozycji naczelnika Zarządu NKWD Obwodu Smoleńskiego – lista wywózkowa bez numeru z 3 kwietnia 1940. Między 4 a 7 kwietnia 1940 zamordowany w lesie katyńskim przez funkcjonariuszy Obwodowego Zarządu NKWD w Smoleńsku oraz pracowników NKWD przybyłych z Moskwy na mocy decyzji Biura Politycznego KC WKP(b) z 5 marca 1940. Ofiary tej zbrodni grzebano w bezimiennych mogiłach zbiorowych, gdzie od 28 lipca 2000 mieści się oficjalnie Polski Cmentarz Wojenny w Katyniu. W miejscu tym prowadzone były ekshumacje i prace archeologiczne. W 1943 jego ciało zostało zidentyfikowane w mundurze w toku ekshumacji nadzorowanych przez Niemców pod numerem 1961 – dosł. określony jako Berzowski Teofil (raport dzienny z 13 maja 1943), a przy zwłokach znaleziono: kartę szczep. 3168, dwa listy z nadawcą: Zofia Brzozowska, Grodno, Grędzicka Nr. 28 oraz medalik z łańcuszkiem. Figuruje na liście Komisji Technicznej PCK pod numerem 01961.
Był żonaty z Zofią z Wybranowskich, z którą miał córki Danutę i Teresę.
5 października 2007 minister obrony narodowej Aleksander Szczygło mianował go pośmiertnie na stopień majora. Awans został ogłoszony 9 listopada 2007 w Warszawie, w trakcie uroczystości „Katyń Pamiętamy – Uczcijmy Pamięć Bohaterów”.

## Ordery i odznaczenia
- Krzyż Walecznych[8]
- Srebrny Krzyż Zasługi – 1938[7][8]